# یواس‌اس برونسان (دی‌دی-۸۶۸)
یواس‌اس برونسان (دی‌دی-۸۶۸) (به انگلیسی: USS Brownson (DD-868)) یک کشتی بود. این کشتی در سال ۱۹۴۵ ساخته شد.